# تطفل

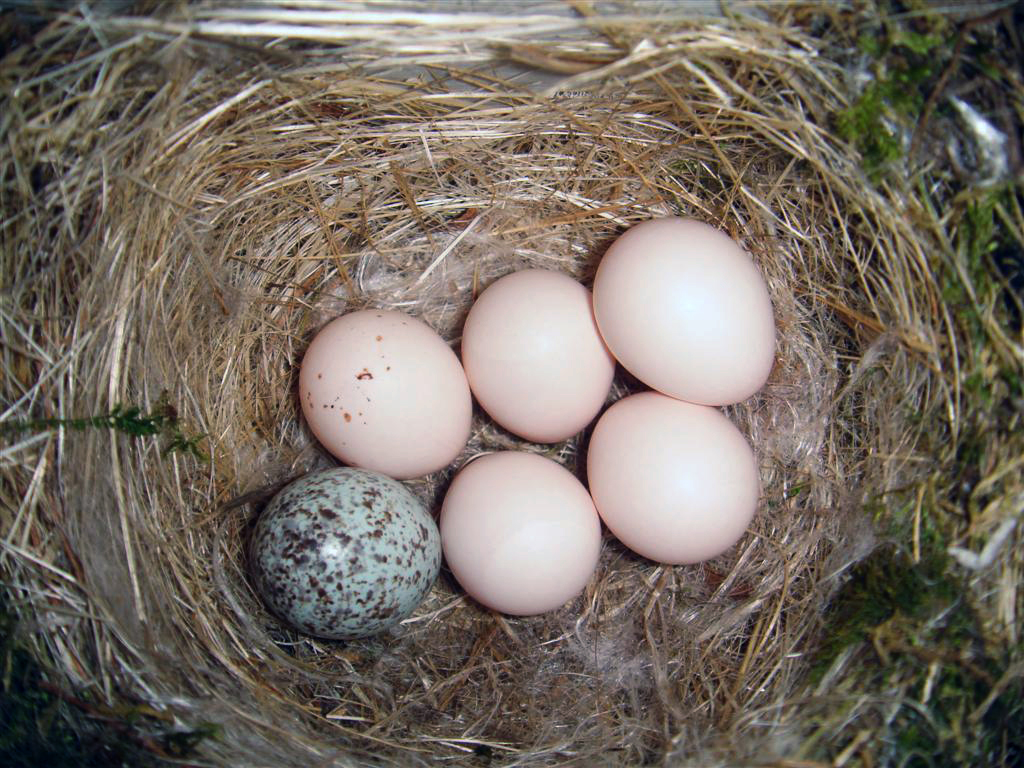
التطفل في الحضانة أحد الأشكال الشائعة للتطفل

التطفل هو أحد أنواع العلاقات التكافلية بين الكائنات الحية من مختلف الأنواع حيث يعتمد كائن حي، الطفيل، في المعيشة على العائل. ويشير مصطلح الطفيل عادةً إلى الكائنات الحية التي تعتمد خلال مراحل حياتها المختلفة على أكثر من عائل واحد (مثل الدودة الشريطية الخنزيرية)، والتي يطلق عليها الآن اسم الطفيليات الجهرية (من أفضل أمثلتها، الحيوانات الأولية والديدان الطفيلية). ومن أنواع الطفيليات أيضًا الطفيليات المجهرية أو الدقيقة، مثل الفيروسات والبكتيريا، وهي أصغر حجمًا من الطفيليات الجهرية، ويمكن أن تنتقل بشكل مباشر بين العوائل من النوع نفسه.
وتتميز الطفيليات عمومًا بأن حجمها أصغر بكثير من عائلها، وتتمتع بدرجة عالية من التخصص في أسلوب حياتها، علاوةً على أنها تتكاثر بمعدل أسرع من عوائلها. وتتضمن الأمثلة التقليدية على التطفل العلاقة بين العوائل الفقارية والحيوانات المختلفة، مثل العلاقة بين الديدان الشريطية والديدان الثاقبة ومختلف أنواع البلازموديوم (الطفيليات الدموية) والبراغيث. ويختلف التطفل عن شبه التطفل؛ حيث إنه علاقة يقوم فيها الطفيل دائمًا بقتل العائل، مثل حشرات العث والفراشات والنمل والذباب وغيره.
يتعلق الضرر والمنفعة في العلاقات التطفلية بما يسمى التكيف البيولوجي بين الكائنات الحية التي تمثل طرفي العلاقة. ذلك حيث تقلل الطفيليات من قدرة عائلها على التكيف مع البيئة من عدة جوانب، بدايةً من التأثير عليه سلبًا من منظور علم الأمراض (مثل الإخصاء) وضعف الخصائص الجنسية الثانوية إلى تغيير سلوك العائل. من ناحية أخرى، تزيد الطفيليات من قدرتها على التكيف مع البيئة من خلال استغلال العوائل كمصدر للطعام والإقامة والانتشار.
وعلى الرغم من أن مفهوم التطفل ينطبق بشكل واضح على العديد من العلاقات القائمة بين الكائنات الحية، فإنه يمثل جزءًا مهمًا من سلسلة متصلة من التفاعلات بين أنواع الكائنات الحية، ولا يقتصر على فئة بعينها. وقد تندرج تفاعلات معينة بين أنواع الكائنات الحية تحت تعريف التطفل، ولكنها لا تمثل معناه بالمفهوم الكامل. ففي الكثير من الحالات، قد يكون من الصعب إثبات أن العائل قد أصابه الضرر من الطفيل. وفي حالات أخرى، قد لا يستطيع الطفيل التكيف مع العائل أو قد تكون العلاقة بين الكائنات الحية قصيرة المدى. وفي الطب، تعتبر الكائنات الحية حقيقية النواة (الأيوكاريوتية) فقط من الطفيليات مع استبعاد البكتيريا والفيروسات. وعلى الرغم من ذلك، فإن بعض فروع علم الأحياء تتعامل مع الأنواع المكونة لهذه المجموعات على أنها كائنات طفيلية.

## أصل كلمة
تم إجازة استخدام كلمة parasite - «طفيلي» - في اللغة الإنجليزية عام 1539، وهي مشتقة من الكلمة الفرنسية التي تعود إلى العصور الوسطي في فرنسا parasite والمشتقة هي الأخرى من الكلمة اللاتينية parasitus، والصيغة الرومانية للكلمة اليونانية (parasitos) هي "παράσιτος" وتعني «الشخص الذي يأكل من موائد الآخرين دون دعوة». وتتكون الكلمة الرومانية من مقطعين، المقطع الأول "παρά" أو para ويعني «بجوار أو بواسطة» والمقطع الثاني "σῖτος" أو sitos ويعني «القمح». تمت صياغة كلمة parasitism والتي تعني التطفل في اللغة الإنجليزية عام 1611، ويرجع أصلها إلى الكلمة اليونانية ذات المقطعين "παρά" أو para  و"σιτισμός" أو sitismos ؛ بمعنى «الإطعام والتسمين».

## أنواع الطفيليات

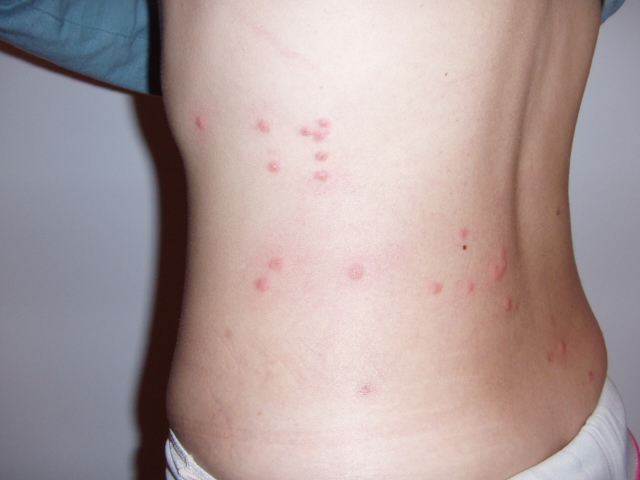
علامات لدغات برغوث على جسم إنسان.

تم تصنيف الطفيليات بناءً على شكل التفاعل بينها وبين العائل ووفقًا لدورة حياتها.
يطلق على الطفيليات التي تعيش على العائل من الخارج اسم الطفيليات الخارجية ectoparasites (مثل بعض أنواع العث)، بينما يطلق على الطفيليات التي تعيش داخل العائل اسم الطفيليات الداخلية endoparasites (مثل جميع أنواع الديدان الطفيلية). ويمكن أن تتواجد الطفيليات الداخلية في صورتين هما: الطفيليات بين الخلوية (أي تتواجد في المساحات الفارغة الموجودة بين الخلايا في جسم العائل) والطفيليات داخل الخلوية (أي تتواجد في الخلايا الموجودة في جسم العائل). وتميل الطفيليات داخل خلوية، مثل البكتيريا أو الفيروسات، إلى الاعتماد على كائن حي ثالث يُعرف عمومًا باسم الحامل أو الناقل. ووظيفة الحامل هي نقل الطفيليات داخل الخلوية إلى العائل. ومن أمثلة هذا التفاعل، انتقال الملاريا الذي يسببه نوع من الأوليات من نوع طفيليات البلازموديوم إلى البشر من خلال عضة بعوضة الأنوفيلس.
من أنواع الطفيليات أيضًا الطفيل مفرط التطفل epiparasite الذي يتغذي على طفيل آخر. ويشار إلى هذه العلاقة في بعض الأحيان باسم التطفل المفرط، ومن أمثلته الطفيل وحيد الخلية (طفيل مفرط التطفل) الذي يعيش داخل الجهاز الهضمي لبرغوث يعيش على جسم كلب.

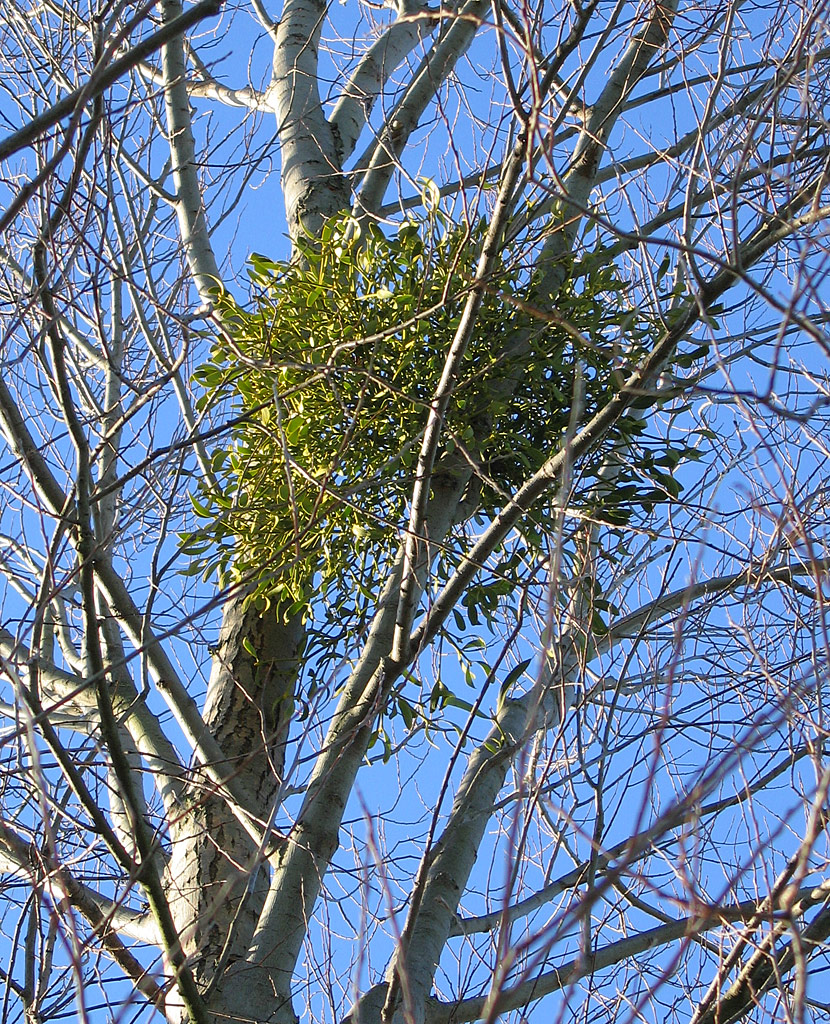
نبات دبق متطفل على شجرة قضبان. يسمى الدبق «طفيل» وتسمى الشجرة (المصابة) «عائل».

تستغل الطفيليات الاجتماعية التفاعلات التي تتم بين الكائنات الاجتماعية، مثل النمل أو النمل الأبيض. ففي التطفل السارق (kleptoparasitism)، تقوم الطفيليات بالاستيلاء على الطعام الذي جمعه العائل. ومثال على هذه العلاقة، ما يطلق عليه اسم «التطفل في الحضانة» الذي تمارسه العديد من أنواع طيور الوقواق وطيور البقر؛ حيث لا تبني هذه الطيور أعشاشًا لنفسها، ولكنها تودع بيضها في أعشاش أنواع أخرى من الطيور وتتركه هناك. وفي هذه الحالة، يتصرف الطير العائل على اعتبار أنه حاضن البيض ويتولى رعايته حتى يفقس ويربي الأفراخ كما لو كانت أفراخه. وإذا قام الطائر العائل بنقل بيض طائر الوقواق من عشه، فإن بعض طيور الوقواق ستعود وتهاجم العش لإجبار الطيور العائلة على الخضوع لهذا النوع من التطفل. وليس بالضرورة أن يضر تطفل طائر البقر بيض عائله، ومع ذلك، قد يقوم طائر الوقواق بالتخلص من واحدة أو أكثر من بيض عائله لتجنب اكتشاف وضعه لبيضه، كما يمكن أن تلقي صغار الوقواق بيض وأفراخ العائل خارج العش.
قد يتخذ التطفل شكل الغش أو الاستغلال المنفرد في العلاقات الانتفاعية العامة. على سبيل المثال، تقوم أنواع عديدة من النباتات والفطريات بتبادل الكربون والعناصر الغذائية مع بعضها البعض ويكون ذلك في شكل علاقات فطرية نفعية شائعة الحدوث. وعلى الرغم من ذلك، فإن بعض أنواع النباتات المعروفة بأنها عضوية التغذية تقوم بـ«الاحتيال» على الفطريات؛ حيث تأخذ منها الكربون بدلاً من منحها إياه.
أشباه الطفيليات هي كائنات حية يحدث تطورها اليرقي داخل أو خارج جسم كائن حي آخر، الأمر الذي ينتج عنه وفاة العائل. وبالتالي، تختلف العلاقة بين أشباه الطفيليات وعوائلها تمام الاختلاف عن العلاقة بين الطفيليات الحقيقية وعوائلها، ولكن العلاقتين تشتركان في بعض خصائص الافتراس.

## أشكال تطور الطفيليات
إن التطفل من خلال الاعتماد على حياة العائل هو أسلوب حياة شائع ظهر بشكل مستقل العديد من المرات خلال رحلة تطور الطفيليات. وبناءً على التعريف المستخدم، فإنه يمر حوالي نصف الحيوانات بمرحلة طفيلية واحدة على الأقل خلال دورة حياتها، كما يشيع التطفل أيضًا في النباتات والفطريات. علاوةً على ذلك، تعد جميع الحيوانات حرة المعيشة تقريبًا عائلاً لنوع أو أكثر من أنواع الطفيليات.

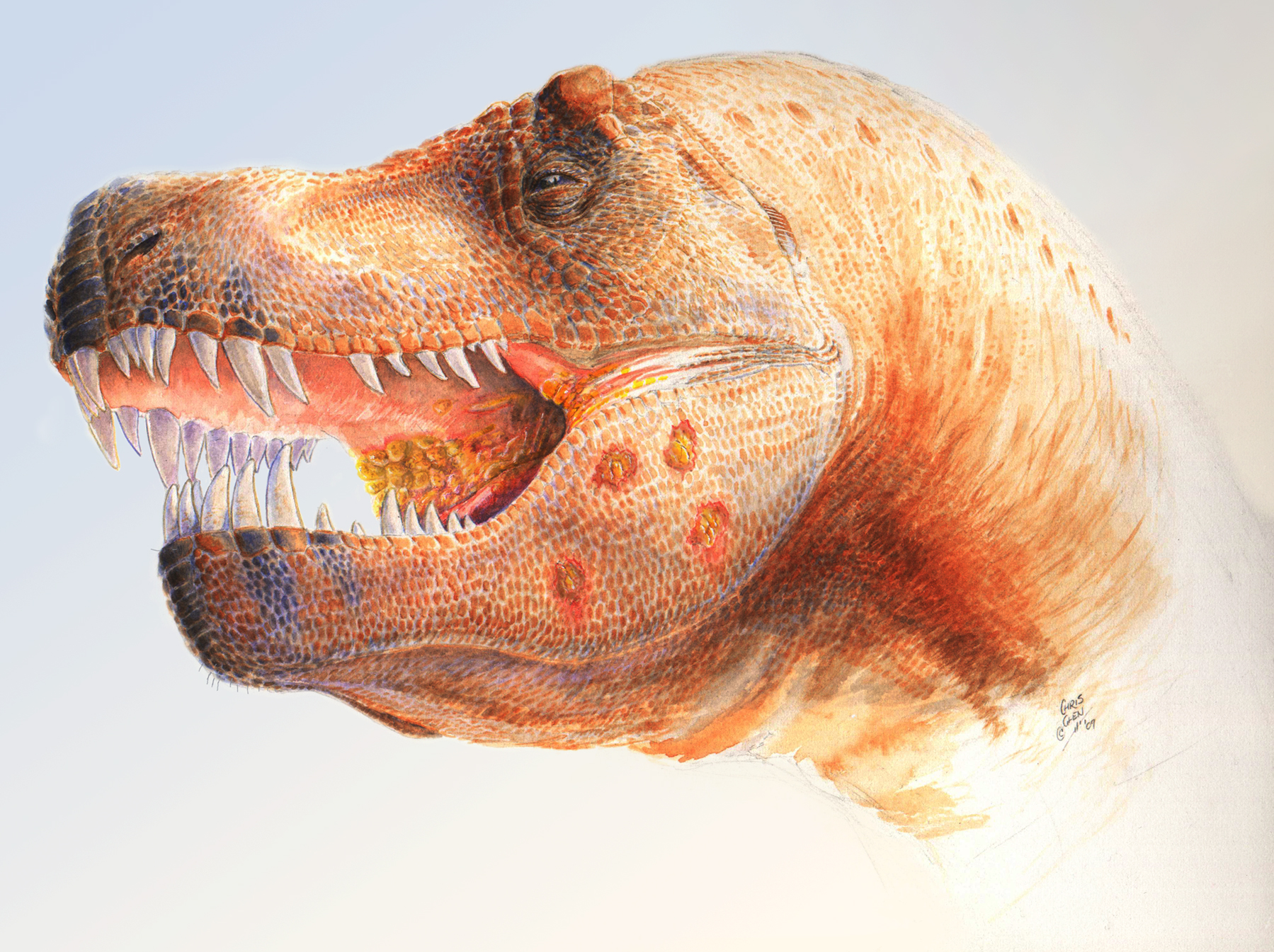
ترميم هيكل تيرانوصور مصاب بعدوى طفيلية. فقد أظهرت دراسة أجريت عام 2009 أن الثقوب الموجودة في جماجم عدة عينات قد تكون بسبب طفيليات شبيهة بميكروب التريكوموناس

تتطور الطفيليات كرد فعل لآليات الدفاع لدى عوائلها. ومن أمثلة هذه الآليات الدفاعية للعوائل، المواد السامة التي تفرزها النباتات لردع الفطريات والبكتيريا الطفيلية والجهاز المناعي المعقد لدى الفقاريات والذي يمكنه أن يستهدف الطفيليات من خلال التواصل مع سوائل الجسم، هذا بالإضافة إلى الآليات الدفاعية السلوكية. أما أشكال الآليات الدفاعية السلوكية، فتتمثل في اجتناب الخراف للتواجد في المراعي المفتوحة في فصل الربيع، وذلك عندما تتراكم أعداد كبيرة من بيض الديدان المستديرة (الإسكاريس) على مدار العام الماضي. وكنتيجة لهذه الآليات الدفاعية وغيرها من الآليات التي تقوم بها العوائل، تطور بعض الطفيليات أساليب تكيف وتأقلم تخص نوع معين من العوائل وتتخصص في تطفلها لدرجة أنها لا تهاجم إلا نوع واحد من الكائنات الحية. وقد يصير هذا التخصص مضرًا للطفيل خلال فترات تطوره، وذلك إذا انقرضت الأنواع التي يتخصص الطفيل في استغلالها كعوائل. ومن ثم، فإن العديد من الطفيليات قادرة على إصابة أنواع متعددة من العوائل، بغض النظر عما إذا كانت هذه العوائل قريبة من بعضها من حيث النوع أم لا، بنسب نجاح مختلفة.
تتطور الآليات الدفاعية للعائل أيضًا كرد فعل لهجمات الطفيليات. نظريًا، قد تتفوق الطفيليات في سباق التسلح التطوري هذا نظرًا لسرعة تعاقب الأجيال لديها. علاوةً على ذلك، فإن العوائل تتكاثر بسرعة أقل من الطفيليات، وبالتالي فرصها في التكيف أقل من فرص الطفيليات خلال فترة زمنية محددة.
في بعض الحالات، قد يحدث تطور مشترك بين أنواع الطفيليات وأنواع عائلها. ونظريًا، يجب أن يؤدي التطور المشترك طويل الأجل إلى علاقة مستقرة نسبيًا تهدف إلى المطاعمة أو التكافل بين الطفيليات والعوائل، وفي هذه الحالة، يكون في صالح عملية تطور الطفيل أن يعيش العائل ويظل على قيد الحياة. جدير بالذكر أن الطفيل قد يتطور ليصبح أقل ضررًا على عائله أو قد يتطور العائل بحيث يتعايش مع وجود أحد الطفيليات الذي أصبح وجوده ضرورة حتمية، للدرجة التي قد يتسبب فيها غياب الطفيل ضررًا للعائل. على سبيل المثال، على الرغم من أن الحيوانات المصابة بالعديد من الديدان الطفيلية كثيرًا ما يصيبها ضررًا واضحًا، وبالتالي يتم التطفل عليها، فقد تحد الإصابة بالطفيليات من انتشار أمراض المناعة الذاتية ومن تأثيراتها على الحيوانات المعيلة، وينطبق الأمر نفسه على الإنسان.
قد يوضح الافتراض القائم على وجود تاريخ من التطور المشترك بين الطفيليات والعوائل مدى الارتباط بين أنواع الكائنات المعيلة. على سبيل المثال، كان هناك جدل واسع حول ما إذا كانت طيور الفلامنجو أكثر قرابةً من حيث النوع إلى طيور اللقلق والأجناس المشابهة لها أو إلى البط والإوز والأجناس المشابهة لهما. وحقيقة أن الطفيليات التي تشترك طيور الفلامنجو والبط والإوز في إعالتها تعد دليلاً على أن هذه الأنواع قد تكون قريبة من بعضها البعض من حيث النوع أكثر من قرب أي منها إلى طيور اللقلق.
يعد التطفل جزءًا من أحد التفسيرات المتاحة لتطور الخصائص الجنسية الثانوية في صغار الذكور في عالم الحيوان، مثل ريش ذكور طيور الطاووس وشعر العنق من الخلف في ذكور الأسود. ووفقًا لهذه النظرية، تختار الكائنات المعيلة من الإناث الذكور للتزاوج بناءً على هذه الصفات لأنها تشير إلى مقاومتهم للطفيليات والأمراض الأخرى.

### النشوء المترافق لأنواع جديدة
في حالات نادرة، قد يمر الطفيل وعائله بمرحلة نشوء مترافق لأنواع جديدة. ومن الأمثلة الجيدة على ذلك الفيروسات الرغوية القردية (SFV) وعوائلها الذين ينتمون إلى فصيلة الرئيسيات. وفي إحدى الدراسات، عقدت مقارنة بين نشوء بوليميراز الفيروسات الرغوية القردية والنوع الفرعي الثاني من أكسيداز السيتوكروم المتقدري المستخلص من الحيوانات التي تعيش في آسيا وإفريقيا من رتبة الرئيسيات. ومن المثير للدهشة أن أشجار التطور في تلك الفيروسات والحيوانات كانت شديدة التطابق من حيث ترتيب وتوقيت التفرع والتطور. وبالتالي، فقد يكون حدث نشوء مترافق لأنواع جديدة من الفيروسات الرغوية القردية والرئيسيات في العالم القديم على مدار 30 مليون سنة على الأقل.

## علم البيئة

### علم البيئة الكمي
عند دراسة توزيع أحد أنواع الطفيليات، ستكتشف أنها تظهر في شكل مجموعة موزعة بين عوائل فردية، وذلك يعني أن أغلب العوائل تحمل أعدادًا قليلة من الطفيليات، بينما تعيل القليل من العوائل الأغلبية العظمى من الطفيليات الفردية. ويؤدي ذلك إلى تعرض دارسي علم الطفيليات لمشكلات ضخمة؛ حيث يجب أن يتجنبوا استخدام الإحصاء الباراميتري. وينصح العديد من العلماء باستخدام التحويل اللوغاريتمي للبيانات قبل تطبيق الاختبار الباراميتري أو استخدام الإحصاء اللاباراميتري. وعلى الرغم من ذلك، فقد أدى هذا الأسلوب إلى ظهور المزيد من المشكلات. وبالتالي، يقوم علم الطفيليات الكمي الحديث على أساليب أكثر تقدمًا في الإحصاء الحيوية.

### التنوع البيئي
تمثل العوائل أماكن ملائمة لتعيش فيها الطفيليات. وقد أصبح يستخدم في الوقت الحالي مجموعة متدرجة من المصطلحات لوصف مجموعات الطفيليات على مستويات مختلفة للعوائل.
Infrapopulation
جميع الطفيليات التي تنتمي لنوع واحد داخل عائل واحد
Metapopulation
جميع الطفيليات التي تنتمي لنوع واحد داخل مجموعة من العوائل
Infracommunity
جميع الطفيليات من جميع الأنواع داخل عائل واحد
Component community
جميع الطفيليات من جميع الأنواع داخل مجموعة من العوائل
Compound community
جميع الطفيليات من جميع الأنواع داخل جميع أنواع العوائل الموجودة في أحد النظم البيئية
يختلف التنوع البيئي للطفيليات بشدة عن التنوع البيئي الخاص بالكائنات الحية حرة المعيشة. فبالنسبة للكائنات الحية حرة المعيشة، يبرز التنوع البيئي في العديد من الأطر المفاهيمية المهمة، ومنها نظرية الجغرافيا الحيوية للجزر (theory of island biogeography) التي وضعها روبرت ماك آرثر وإي. أو. ويلسون والقواعد المعروفة باسم assembly rules والتي وضعها جارد دايموند، وحديثًا، النماذج العقيمة، مثل النظرية الحيادية الموحدة للتنوع الحيوي والجغرافيا الحيوية والتي وضعها ستيفن هوبيل. ولا تعد هذه الأطر مجدية عند دراسة الطفيليات، ومن ناحية أخرى، فهي لا تناسب نماذج الكائنات حرة المعيشة من عدة جوانب. فعلى سبيل المثال، تقوم نظرية الجغرافيا الحيوية للجزر على العلاقات المكانية الثابتة بين أماكن السكن («أماكن تجمع المياه»)، مع الإشارة في الغالب إلى البر الرئيسي («المصدر»). في الواقع، تعيش الطفيليات في العوائل التي تمثل أماكن سكن متنقلة وتجمع بينهم علاقات مكانية ديناميكية. ولا يوجد «بر رئيسي» حقيقي للطفيليات غير مجموعات العوائل، وبالتالي فإن المجتمعات التي تتكون منها الطفيليات في مجموعات العوائل عبارة عن مجتمعات تتكون هي الأخرى من مجتمعات فرعية.
ومع ذلك، فقد تم العثور على أنواع مختلفة من تجمعات الطفيليات في العوائل الفردية والجماعية، علاوةً على أن العديد من الأنماط التي لوحظت عند الكائنات الحية حرة المعيشة تنتشر أيضًا بين تجمعات الطفيليات. وأبرز هذه الأنماط هي السلسلة الانعزالية التفاعلية. ويقود هذا إلى أن تجمعات الطفيليات تكون في شكل سلسلة تبدأ بالمجتمعات التفاعلية، حيث تكون البيئات مليئة بالطفيليات والمنافسة بين الأنواع على أشدها. وتنتهي بالمجتمعات الانعزالية، حيث توجد العديد من البيئات الشاغرة ويكون التفاعل بين الأنواع ليس بنفس درجة أهمية العوامل العشوائية في وضع بنية للمجتمع. ولم يتضح بعد ما إذا كان الأمر كذلك، أو ما إذا كانت أنماط المجتمع تعكس ببساطة مجموع توزيعات الأنواع الأساسية (ليس هناك «بنية» حقيقية للمجتمع) أم لا.

## التكيف
تصيب الطفيليات العوائل الموجودة في نفس منطقتها الجغرافية (وهو ما يعرف باسم sympatric أو متواطن) بفاعلية أكبر. وتؤيد هذه الظاهرة «فرضية الملكة الحمراء (Red Queen hypothesis) - ومفادها أن التفاعلات بين الكائنات الحية (مثل الطفيل والعائل) تؤدي إلى انتخاب طبيعي متواصل من أجل التكيف والتكيف المعاكس.» وتتبع الطفيليات الأنماط الظاهرية الشائعة للعوائل المتواجدة في نفس المنطقة الجغرافية، وبالتالي تكون الطفيليات أقل إصابة للكائنات الحية الموجودة في مناطق جغرافية مختلفة (وهو ما يعرف باسم allopatric).
تناولت التجارب التي نشرت عام 2002 تحليل مجموعتين مختلفتين من القواقع من مصدرين مختلفين - بحيرة إيانث وبحيرة بويرو في نيوزيلندا. وتم تعريض المجموعتين لطفيليين أصيليين (غير مهجنين) (دودة التريماتودا ثنائية العائل) تم أخذهما من نفس البحيرتين. في هذه التجربة، تم عدوى القواقع بالطفيليات المتواطنة التي تنتمي لنفس بيئتها الجغرافية والطفيليات التي تنتمي لبيئة جغرافية مختلفة وطفيليات أخرى من مصادر مختلطة. وأوضحت النتائج أن الطفيليات كانت أكثر فاعلية في إصابة القواقع التي تنتمي لنفس بيئتها الجغرافية عن تلك القواقع التي تنتمي لبيئة جغرافية مختلفة. وإن كانت لا تزال القواقع التي تنتمي لبيئة جغرافية مختلفة مصابة بالطفيليات، ولكن حدة الإصابة كانت أقل بكثير إذا ما قورنت بالقواقع التي تنتمي لنفس البيئة الجغرافية للطفيليات. ومن ثم، تم اكتشاف أن الطفيليات تكيفت مع البيئة حتى تتمكن من إصابة مجموعات القواقع التي تعيش في البيئة نفسها.

### انتقال الطفيليات بين العوائل

دورة حياة طفيل إنتامويبا هستولويتكا، طفيل لا هوائي من الأوليات.

تعيش الطفيليات داخل الكائنات الحية، وبالتالي تتعرض لمشكلات لا تواجهها الكائنات حرة المعيشة. ذلك حيث تحاول العوائل، مكان الاستيطان الوحيد الذي يمكن أن تبقى فيه الطفيليات على قيد الحياة، جاهدةً تجنب الإصابة بالطفيليات ومقاومتها بل وتدميرها أيضًا. لذلك، تلجأ الطفيليات إلى العديد من الإستراتيجيات للانتقال من عائل إلى آخر، ويشار إلى هذه العملية أحيانًا باسم انتقال الطفيليات أو استعمارها.
تصيب بعض الطفيليات الداخلية عائلها من خلال اختراق السطح الخارجي لجسمه، بينما يدخل البعض الآخر جسم العائل من خلال تناول طعام ملوث. ومتى دخل الطفيل جسم العائل، فإن الطفيليات الداخلية البالغة تحتاج إلى إطلاق نسلها في البيئة الخارجية حتى تصيب عوائل أخرى. تعيش العديد من الطفيليات الداخلية البالغة داخل الجهاز المعدي المعوي لعائلها، حيث يمكنها وضع البيض الذي يغادر جسم العائل خلال عملية الإخراج. في حين تتبع الأجيال البالغة من الديدان الشريطية والديدان شوكية الرأس وأغلب الديدان الثاقبة هذه الطريقة في الانتقال إلى العائل.
أما بالنسبة للطفيليات الداخلية وحيدة الخلية، مثل طفيليات الملاريا والمثقبيات، فإن الأطوار المعدية في دم العائل تنتقل إلى عوائل جديدة من خلال الحشرات اللادغة أو النواقل الجرثومية.
كثيرًا ما تصيب الطفيليات الداخلية اليرقية أماكن في جسم العائل غير الدم أو الجهاز المعدي المعوي. وفي الكثير من مثل هذه الحالات، تحتاج الطفيليات الداخلية اليرقية إلى أن يلتهم عائلها التالي عائلها الحالي في دورة حياة الطفيل حتى تعيش وتتكاثر. وقد تقوم الطفيليات الداخلية اليرقية بتخطي ذلك إلى مراحل الانتقال حرة المعيشة، حيث تنتقل من خلال نسيج العائل إلى البيئة الخارجية لتبحث بفاعلية عن طريقة تدخل بها إلى أجسام عوائل أخرى من خلال الطعام أو تنتظر حتى تواتيها الفرصة. من أنواع الطفيليات التي تستخدم الإستراتيجيات سالفة الذكر هي الديدان الشريطية والديدان شوكية الرأس والديدان الثاقبة والديدان المستديرة الطفيلية في مراحلها اليرقية.
تعتمد بعض الطفيليات الخارجية، مثل الديدان المفلطحة وحيدة العائل، على الاتصال المباشر بين العوائل. وقد تعتمد الطفيليات الخارجية التي تنتمي لفئة المفصليات على الاتصال بين عائل وآخر عن طريق اللمس (مثل أنواع كثيرة من القمل) أو تضع بيضها ليعيش خارج العائل (مثل البراغيث) أو تنتظر في البيئة الخارجية حتى تقابل العائل المناسب (مثل القراد). جدير بالذكر أن بعض أنواع ديدان العلق المائية تتعرف على العوائل من خلال الإحساس بحركتها ولا تنتقل إليها إلا في درجة حرارة معينة وعند صدور إشارات كيميائية معينة.
تغير بعض الطفيليات من سلوكيات عائلها حتى تزيد من احتمالات انتقالها لعوائل أخرى. على سبيل المثال، في المستنقعات المالحة بولاية كاليفورنيا، قللت الدودة الثاقبة Euhaplorchis californiensis قدرة عائلها من أسماك الكيلي فيش على تجنب الطيور آكلة اللحوم. حيث ينضج هذا الطفيل داخل طيور البلشون الأبيض، والتي غالبًا ما تتغذى على أسماك الكيلي فيش المصابة بالطفيل عن الأسماك غير المصابة. ومثال آخر على ذلك، الطفيل وحيد الخلية الذي يطلق عليه اسم المقوسة القوندية، وهو طفيل ينمو وينضج داخل القطط، ولكن يمكن أن تصاب به العديد من الثدييات الأخرى. وجدير بالذكر أن الفئران غير المصابة تتجنب روائح القطط، بينما تنجذب الفئران المصابة بطفيل المقوسة القوندية لهذه الرائحة، وهذا التغير يمكن أن يزيد من انتقال الطفيل إلى العوائل من فصيلة السنوريات.

### أدوار الطفيليات في النظم البيئية
إن قيام الطفيليات بتعديل سلوك العوائل المصابة بها لتسهيل انتقالها إلى عوائل أخرى هي طريقة تستطيع من خلالها الطفيليات التأثير على هيكل النظم البيئية. على سبيل المثال، في حالة الدودة الثاقبة Euhaplorchis californiensis (المذكورة أعلاه)، كانت ستختلف أعداد أنواع الضواري والفرائس في البيئة نفسها في حالة غياب هذا الطفيل من النظام البيئي.
على الرغم من أن الطفيليات كثيرًا ما يتم التغاضي عنها في الشبكات الغذائية، فإنها غالبًا ما تحتل المراكز الأعلى بين باقي الكائنات الحية. ويمكن أن تعمل الطفيليات وكأنها أنواع رئيسية (مؤثرة) في الأنظمة البيئية، فتقلل من سيطرة المنافسين المهيمنين وتسمح للأجناس المتنافسة بالتعايش مع بعضها البعض.
تحتاج العديد من الطفيليات إلى الاعتماد على عوائل متعددة من أنواع مختلفة حتى تتمكن من إتمام دورة حياتها، كما تعتمد على علاقة المفترس بالفريسة أو على تفاعلات أخرى بيئية ثابتة لتنتقل من عائل إلى آخر. وعند أخذ ذلك في الاعتبار، يتضح أن وجود الطفيليات في النظام البيئي يعكس مدى توازنه وعدم انهياره.

## اقرأ أيضا
- مكونات أحيائية
- بيئة طبيعية
- ثنائيات الأجيال
- طفيليات دموية حيوانية
- التخلص من الديدان

## روابط خارجية
- Parasitism - وحدة المعرفة (Knol)
- Toxoplasmosis
- Parasitology Parasites Zoonoses - (اللغة البولندية/الإنجليزية) أكثر من 50 فيلمًا (قناة Filmoteka) وأكثر من 250 صورة (معرض صور) لطفيليات بشرية وحيوانية.
- Aberystwyth University: Parasitology - مختصر المقرر الدراسي مع روابط لمقالات نصية كاملة عن التطفل وعلم الطفيليات.
- KSU: Parasitology Research - مقالات وروابط لعلم الطفيليات.
- Medical Parasitology - كتاب دراسي على الإنترنت.
- Division of Parasitic Diseases، مراكز التحكم في الأمراض والوقاية منها
- VCU Virtual Parasite Project - مشروع Virtual Parasite Project في مركز دراسات التعقد البيولوجي بجامعة فرجينيا كومنولث
- Parasites World - مقالات وروابط عن الطفيليات.
- Parasitic and Parasitoid Alien Species in Science Fiction Movies